# Julus subuniplicatus
Julus subuniplicatus är en mångfotingart som beskrevs av Brandt 1841. Julus subuniplicatus ingår i släktet Julus och familjen kejsardubbelfotingar. Inga underarter finns listade i Catalogue of Life.